# NGC 2931
NGC 2931 (również PGC 27415) – galaktyka spiralna (S?), znajdująca się w gwiazdozbiorze Lwa. Odkrył ją Heinrich Louis d’Arrest 21 lutego 1863 roku.